# Lumix H-FT012
Lumix H-FT012 — первый в мире съёмный 3D-объектив компании Lumix.

## Конструкция
В объектив встроены две оптические системы, каждая из которых передает отдельное изображение в интегрированную в фотокамере систему обработки 3D-видео. По официальным данным, никаких задержек при захвате изображения левым и правым оптическим элементом нет. Объектив даёт возможность создания 3D-снимков (эквивалентное фокусное расстояние 65 мм). Оптические системы установлены внутри кольца объектива.

## Технические характеристики
- Фокусное расстояние: 12,5 мм
- Диафрагма: F12
- Конструкция объектива: 4 элемента в 3 группах
- Минимальное расстояние фокусировки: 60 см
- Масса: 45 грамм
- Габариты: диаметр — 57 мм, длина — 20,5 мм
- Стереобаза: 10 мм